# My Life
My Life es una canción de TLC de su tercer álbum FanMail (1999). Fue escrita, así como muchas otras, en conjunto por Jermaine Dupri y Lisa "Left Eye" Lopes. Lanzado como un sencillo promocional para FanMail, "My Life" trata el tema de TLC siendo vistas como diferente de la gente común y corriente, teniendo que tomar el control de sus propias vidas y asegurarse de que todos sepan que viven como quieren y que nadie puede cambiar eso.
La canción fue grabada en Kross Wire Studio y mezclada en Silent Sound Studios. 

## Personal
- Jermaine Dupri - composición, ingeniero de mezcla
- Brian Frye - ingeniero de grabación
- LaMarquis Jefferson - bajo
- Debra Killings - voz de fondo
- Kevin Lively - mezcla asistida
- Lisa "Left Eye" Lopes - composición, voz
- Diane Makowski - coordinación de producción
- Marshall Lorenzo Martin - composición
- Tamara Savage - composición
- Carl So-Lowe - coproducción
- TLC - voces